# Zama Koira Tégui
Zama Koira Tégui (auch: Zamakoira Tégui, Zama Kouara Tégui, Zamokwara Tadyo, Zamo Kwara Tadyo, Zarma Koira Tégui, Zarma Kouara Tégui) ist ein Dorf in der Landgemeinde Karma in Niger.

## Geographie
Das von einem traditionellen Ortsvorsteher (chef traditionnel) geleitete Dorf liegt am linken Ufer des Flusses Niger. Es befindet sich rund zehn Kilometer nordwestlich des Hauptorts Karma der gleichnamigen Landgemeinde, die zum Departement Kollo in der Region Tillabéri gehört. Zu den Siedlungen in der näheren Umgebung von Zama Koira Tégui zählen flussaufwärts im Nordwesten Zama Koira Zéno und flussabwärts im Südosten Koutoukalé Koira Tégui.
Zama Koira Tégui ist Teil der Übergangszone zwischen Sahel und Sudan. Die durchschnittliche jährliche Niederschlagshöhe beträgt hier zwischen 400 und 500 mm. Eine Zählung der Wasservögel in Zama Koira Tégui im Januar 2004 ergab 4844 Einzeltiere und 20 Arten.

## Geschichte
Der französische humanitäre Verein Niger Ma Zaada errichtete 2013 eine Wasserleitung im Ort.

## Bevölkerung
Bei der Volkszählung 2012 hatte Zama Koira Tégui 772 Einwohner, die in 86 Haushalten lebten. Bei der Volkszählung 2001 betrug die Einwohnerzahl 759 in 97 Haushalten und bei der Volkszählung 1988 belief sich die Einwohnerzahl auf 668 in 94 Haushalten.
In ethnischer Hinsicht leben vor allem Songhai im Dorf.

## Wirtschaft und Infrastruktur
Zama Koira Tégui zieht einen Vorteil aus der Nähe zu einem großen bewässerungswirtschaftlichen Areal entlang des Flusses. Das ganze Jahr über wird Reis und in der Regenzeit werden Hirse, Augenbohnen und Sorghum angebaut. Es gibt eine Schule im Dorf.